# نیل مک فارلن (بازیکن فوتبال)
نیل مک فارلن (انگلیسی: Neil MacFarlane؛ زادهٔ ۱۰ اکتبر ۱۹۷۷) بازیکن فوتبال اهل بریتانیا است.
از باشگاه‌هایی که در آن بازی کرده‌است می‌توان به باشگاه فوتبال کویینز پارک، باشگاه فوتبال کیلمارنوک، باشگاه فوتبال هارت آف میدلوتیان، و باشگاه فوتبال آبردین اشاره کرد.